# Rivière des Pluies
La rivière des Pluies est un fleuve français situé dans le département d'outre-mer de La Réunion. Elle prend sa source dans les confins du territoire communal de Saint-Denis puis s'écoule presque aussitôt en le séparant de celui de Sainte-Marie, à l'est du cours d'eau, qui s'écoule du sud vers le nord.
Elle donne son nom à un quartier de Sainte-Marie qui le surplombe, habité par de nombreuses personnes travaillant dans le chef-lieu.

## Franchissement
La rivière des Pluies est franchie par cinq ponts, d'amont en aval :
- Un pont portant une canalisation.
- Le pont Desbassyns, un pont routier portant la route départementale 45.
- Le pont Neuf, un pont routier portant la route nationale 102.
- Un pont routier portant la route nationale 6, le plus récent.
- Un pont routier portant la route nationale 2.